# ۱۱۸۹ (خورشیدی)
۱۱۸۹ هزار و صد و هشتاد و نهمین سال هجری خورشیدی است.